# Юнговская, Эдита
Эдита Юнговская (пол. Edyta Jungowska) — польская актриса театра, телевидения, кино, радио и кабаре; также актриса озвучивания.

## Биография
Эдита Юнговская родилась 1 февраля 1966 в Варшаве. Актёрское образование получила в Государственной высшей театральной школе в Варшаве, которую окончила в 1989 году. Дебютировала в театре в 1988. Актриса театров в Варшаве, в спектаклях «театра телевидения», в сатиричных радиопередачах и в телевизионном кабаре.

## Избранная фильмография

### Актриса
- 1989 — Последний звонок / Ostatni dzwonek
- 1990 — Мария Кюри, почтенная женщина / Marie Curie. Une femme honorable — лаборантка Марии
- 1998 — Золото дезертиров / Złoto dezerterów — служанка генерала
- 1998 — Экстрадиция 3 / Ekstradycja 3 — буфетчица
- 1999 — Операция «Коза» / Operacja Koza — Анна Кремпская
- 2000—2012 — В добре и в зле / Na dobre i na złe
- 2004 — Спасшийся чудом / Cudownie ocalony — Ханка, дочь Бесаги

### Польский дубляж
- Ийон Тихий: Космопилот, История игрушек, История игрушек 2, Коты не танцуют, Озорные анимашки, Оливер и компания, Суперкрошки, фильмы о Смурфах.